# بخش باغ بهادران
بخش باغ بهادران یکی از بخش‌های تابع شهرستان لنجان در استان اصفهان ایران است.

## تقسیمات کشوری
- بخش باغ بهادران
  - دهستان چم رود
  - دهستان زیرکوه
  - دهستان چم کوه

شهرها: باغ‌بهادران، چرمهین

## جمعیت
براساس سرشماری عمومی نفوس و مسکن در سال ۱۳۹۵، جمعیت بخش باغ بهادران برابر با ۴۶٬۶۶۲ نفر بوده است.